# Vilancet

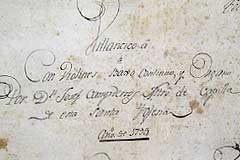
Portada d'un vilancet de finals del

Un vilancet (denominat sovint, de manera inexacta, villancet) és una cançó de caràcter popular, basada en la forma poètica del mateix nom. Va ser un tipus de composició que gaudí d'una gran popularitat durant el Renaixement a tota la península Ibèrica.
La forma bàsica del vilancet, primer en poesia i després en música, consta de dos elements: una tornada i diverses cobles. No s'ha de confondre el vilancet amb les cançons que tradicionalment es canten per Nadal, que en català s'anomenen nadales i en castellà villancicos. Pel que fa a la temàtica, la majoria tracten temes profans, però també n'hi ha de caràcter religiós. La font musical més important de vilancets del Renaixement és sens dubte el Cançoner del duc de Calàbria, recopilat a València per Ferran d'Aragó, duc de Calàbria, i posteriorment editat a Venècia el 1556 sota el títol de "Villancicos de diversos Autores, a dos, y a tres, y a cuatro, y a cinco vozes,...", i que recull un total de 54 vilancets a 2, 3, 4 i 5 veus, en català i castellà. Juan del Encina, Juan Vásquez, Bartomeu Càrceres i Mateu Fletxa el Vell són alguns dels compositors que van dedicar una atenció especial a aquesta forma musical.
Al segle xvii el vilancet es convertí en un tipus de cantata de caràcter religiós per a veus amb acompanyament instrumental, i va mantenir la popularitat fins a finals del barroc. Alguns compositors destacats de vilancets barrocs foren Joan Baptista Comes, Joan Cererols, Pere Rabassa i el portuguès Francisco Barca.

## Etimologia del mot
El terme ja apareix en català en les composicions poètiques de Pere Serafí, derivat de villano (en llatí villanus) per denominar el seu caràcter popular. En castellà s'anomena villancico i va ser aquesta denominació castellanitzada la que en el català dels segles xvii i XVIII va acabant substituint la pròpia fins a fer-la desaparèixer. En portuguès s'anomena vilancete o vilancico.
A principis del segle xx, els compositors i musicòlegs del període modernista varen cercar una denominació catalana del castellà villancico sense tenir coneixement de l'ús en el català del segle xv i XVI del mot vilancet, per això varen inventar la catalanització villancet que ha estat usada en els sectors musicals i de poetes durant tot el segle xx, però que no correspon a la denominació catalana de l'època. Un exemple ben conegut apareix en el títol de la composició vocal El rústec villancet amb text de Josep Carner i Lluís M. Millet. Joan Coromines, en el seu Diccionari etimològic, recorda que "en català també es digué vilancet, que no sembla haver estat imitat simplement (o potser gens) del castellà, car ja ho tenim abans de Cervantes, en el S. XVI, en les Cançons y vilancets, l'obra de Pere Serafí". A més, recorda que les formes derivatives de "vila" sempre són vilà, viladà, vilania, etc. A més dels poemes de Serafí, hi ha d'altres aparicions de la forma "vilancet" a L'Escala de Paradís (1495) d'Antoni Boteller ("altre vilancet en infern no's canta"), o les "Cobles noves sobre la presa de Sanct Quinti y victoria del Princep y Rey despanya ab dos vilancets molt graciosos" (ca. 1557).